# 斯坦格

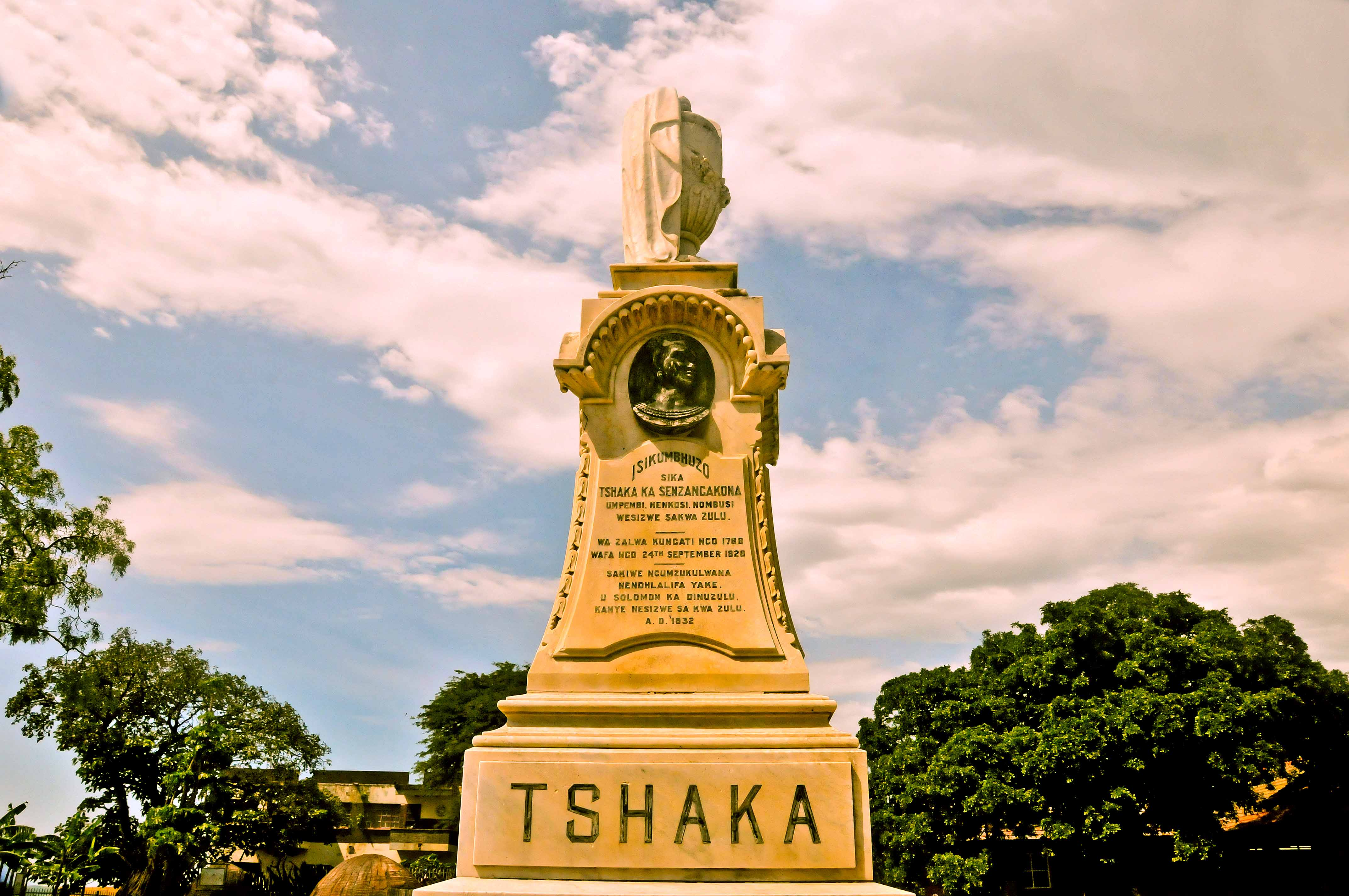
斯坦格

斯坦格是南非的城鎮，位於該國東北部，由夸祖魯-納塔爾省負責管轄，距離德爾班約60公里，始建於1825年，面積77.71平方公里，海拔高度101米，2001年人口98,280，人口密度每平方公里1,300人。